# Прокопьева, Екатерина Владимировна
Екатери́на Влади́мировна Проко́пьева (род. 26 апреля 1972, село Холмогоры, Холмогорский район, Архангельская область, РСФСР, СССР) — российский государственный и политический деятель. Председатель Архангельского областного собрания депутатов с 20 сентября 2018 года.
Заместитель председателя правительства Архангельской области (2015—2018), заместитель Губернатора Архангельской области по социальным вопросам (2013—2015).